# 大戰略 德意志電擊作戰
《大戰略 德意志電擊作戰》是由SystemSoft Alpha設計，移植至世嘉的Mega Drive上發行，屬於移植至該電視遊樂器上的大戰略系列第一作。並於2006年2月22日，在Playstation 2推出了復刻版。
本作於當年的《Beep! MegaDrive Magazine》雜誌中評價為1991年度的模擬遊戲類第一名；在該雜誌的讀者評分單元（BEメガ読者レース）中平均值為8.8896分。

## 簡介與特色
本作採關卡式設計，每個關卡有各自不同的過關條件，玩家操縱所屬部隊對作戰目標進行攻擊或佔領，達成條件後即為過關。玩家可選擇為納粹德國的部隊指揮官，或其他勢力（如同盟國或軸心國)的指揮官。
本作中的分為戰役模式與標準模式。戰役模式主要以歷史中真實發生過的戰役為主，遊戲內並設定了大勝（即比預設條件中提早相當日期達成）、勝利（即在預設條件的日期期限內達成），與平局（即超過了預設條件的作戰達成日期的最後期限）等三種情況。以大勝過關者，將會被提前分派到後期對於玩家難度較高的地圖；普通過關者，會參照歷史進行下一個關卡，超過期限仍未達成者，遊戲會自動重新回復至該關卡最初的狀態。

### 戰役模式（CAMPAIGN）
玩家選擇戰役模式時，將成為當時德軍的部隊指揮官，劇情由1939年的入侵波蘭開始，一直到最終德軍投降為止。

#### 戰役地圖列表
以下是戰役模式中全部關卡地圖的列表。根據勝利條件的不同，會因劇情分支路線前進至不同關卡地圖，所以戰役模式中玩家不會玩到全部地圖，但可以在標準模式中自行選擇。
| 關卡編號 | 日版原名           | 中文直譯     | 對應史實                           | 備註                       |
| -------- | ------------------ | ------------ | ---------------------------------- | -------------------------- |
| 00       | ケースホワイト     | 白色方案     | 入侵波蘭                           |                            |
| 01       | ビョートルクフ     | 彼得庫夫     | 入侵波蘭                           |                            |
| 02       | ラドムホウイモウ   | 拉多姆戰役   | 入侵波蘭                           |                            |
| 03       | ビスワガワ         | 維斯瓦河     | 入侵波蘭                           |                            |
| 04       | ワルシャワ         | 華沙         | 入侵波蘭                           |                            |
| 05       | デンマーク         | 丹麥         | 威瑟演習作戰                       |                            |
| 06       | ノルウェー         | 挪威         | 威瑟演習作戰                       |                            |
| 07       | テイチショコク     | 低地諸國     | 威瑟演習作戰                       |                            |
| 08       | フランスソンム     | 法蘭西索姆   | 法國戰役                           |                            |
| 09       | フランスマジノ     | 法蘭西馬奇諾 | 法國戰役                           |                            |
| 10       | バトルブリテン     | 不列顛戰役   | 不列顛戰役                         |                            |
| 11       | シーライオン       | 海獅         | 海獅作戰                           | 現實中並未發生（假想地圖） |
| 12       | ユーゴスラビア     | 南斯拉夫     | 入侵南斯拉夫之戰                   |                            |
| 13       | ギリシア           | 希臘         | 希臘戰役                           |                            |
| 14       | バルトショコク     | 波羅的海諸國 | 波羅的海行動                       |                            |
| 15       | スモレンスク       | 斯摩棱斯克   | 斯摩棱斯克戰役 (1941年)            |                            |
| 16       | ウクライナ         | 烏克蘭       | 基輔戰役 (1941年)                  |                            |
| 17       | モスクワ4Pz        | 莫斯科4Pz    | 莫斯科戰役                         |                            |
| 18       | モスクワ2Pz        | 莫斯科2Pz    | 莫斯科戰役                         |                            |
| 19       | ロストフ           | 羅斯托夫     | 羅斯托夫戰役 (1941年)              |                            |
| 20       | セバストポリ       | 塞凡堡       | 塞瓦斯托波爾圍城戰 (1941年—1942年) |                            |
| 21       | コーカサス         | 高加索       | 高加索戰役                         |                            |
| 22       | スターリングラード | 史達林格勒   | 史達林格勒戰役                     |                            |
| 23       | ハリコフ           | 卡爾可夫     | 卡爾可夫戰役                       |                            |
| 24       | クルスク           | 库尔斯克     | 庫爾斯克會戰                       |                            |
| 25       | キレナイカ         | 昔蘭尼加     | 昔蘭尼加戰役                       |                            |
| 26       | トブルク           | 托布魯克     | 托布魯克圍城戰                     |                            |
| 27       | エジプトシリア     | 埃及、敘利亞 | 托布魯克圍城戰                     |                            |
| 28       | イラン・イラク     | 伊朗、伊拉克 | 托布魯克圍城戰                     | 現實中並未發生（假想地圖） |
| 29       | エルアラメイン     | 阿拉曼戰役   | 第一次阿拉曼戰役                   |                            |
| 30       | ニア イースト      | 近東         |                                    | 現實中並未發生（假想地圖） |
| 31       | トルコサンセン     | 土耳其參戰   |                                    | 現實中並未發生（假想地圖） |
| 32       | フレンチアフリカ   | 法屬非洲     | 火炬行動                           |                            |
| 33       | シシリー           | 西西里       | 西西里島戰役                       |                            |
| 34       | サレルノ           | 薩萊諾       | 薩萊諾登陸                         |                            |
| 35       | アンツィオ         | 安濟奧       | 安濟奧戰役                         |                            |
| 36       | ウラル             | 烏拉         |                                    | 現實中並未發生（假想地圖） |
| 37       | ノルマンディー     | 諾曼第       | 諾曼地戰役                         |                            |
| 38       | ファレーズ         | 法萊茲       | 法萊茲包圍戰                       |                            |
| 39       | アルンヘム         | 阿納姆       | 市場花園行動                       |                            |
| 40       | アルデンヌ44       | 阿登44       | 突出部之役                         |                            |
| 41       | ブダペスト         | 布達佩斯     | 布達佩斯圍城戰                     |                            |
| 42       | ドイツ             | 德意志       | 德國保衛戰                         |                            |

### 標準模式（STANDARD）
標準模式中，玩家可任意選擇其中一個關卡進行遊戲，亦可選擇該關卡中的任意勢力指揮，但過關後會回到標題畫面。
除了最後一張地圖僅能在標準模式中選擇外，其餘地圖與戰役模式相同。
| 關卡編號 | 日版原名     | 中文直譯   | 對應史實 | 備註                                           |
| -------- | ------------ | ---------- | -------- | ---------------------------------------------- |
| 43       | アイランドCP | 愛爾蘭島CP |          | 現實中並未發生（假想地圖），遊戲公司自創的地圖 |

## 遊戲密技
- 對戰國狀態自由變更：載入關卡地圖後，依照以下順序：按方向鍵的上、上、上，之後再按C鍵，可叫出狀態表，能自由修改金額，與兵器的開發時程表等。（標準模式）
- 敵方投降：載入關卡地圖後，在敵國思考畫面時，按住C鍵不放，將叫出遊戲選項，於選擇「降伏」將可使敵方投降。（標準模式）
- 下級索敵：載入關卡地圖後，於「索敵」選項連續按方向鍵右時，可以選擇下級，將變成我方可見到敵方全部行動，而敵方相反。（戰役模式）
- 操作敵國：載入關卡地圖後，於選項選擇「操作」，依照以下順序：左→右→左→右→上→上→上→上方向鍵，會顯示錯誤訊息，但可以操作非玩家勢力。（戰役模式）
- 編輯模式：在初始選單輸入右→左，再進入標準模式。原本的「開始」指令會變成「エディタ」（編輯）。可編輯空白地圖，標準模式關卡，或是標準/戰役模式存檔。
- 德國使用核兵器：武裝畫面想裝備德國Me264的核彈時，會出現「總統命令 禁止使用核爆彈」而無法使用。可在進入武裝畫面後，輸入左→左→左，之後就可裝備核彈。[9]